# Yunus Çengel
Yunus A Çengel (1955) è un fisico turco.
È noto soprattutto per i suoi testi didattici sulla Termodinamica ed in particolare, almeno in Italia ed in America Latina, per Termodinamica e trasmissione del calore: i suoi libri sono stati tradotti nelle principali lingue, persino in Thailandese e Coreano. Ha vinto, per i suoi testi didattici, due volte l'ASEE Meriam/Wiley Distinguished Author Award.
Dal 2010 decano della facoltà di Ingegneria meccanica dell'Università di Yildiz, è anche professor Emeritus presso l'Università del Nevada-Reno. Inoltre, è consigliere del Ministro dell'Energia e delle Risorse Naturali della Turchia.

## Vita
Ha ottenuto il Ph.D. presso l'Università statale della Carolina del Nord nel 1984. Prima di trasferirsi all'Università di Yildiz nel 2010, è stato membro di facoltà presso la Nevada-Reno per 18 anni e anche Director of the Industrial Assessment Center
Già Vicepresidente del TUBITAK - il Consiglio di Ricerca scientifica e tecnologica della Turchia -, ha conseguito l'importante successo di incrementare i progetti di collaborazione tra il suo Paese - grazie anche all'interessamento dell'Unione europea - e gli Stati Uniti: nel 2012, in particolare, una delegazione statunitense ad Ankara ha discusso della possibilità di cooperare per la ricerca contro il cancro.

## Opere[3]
- Thermodynamics: An Engineering Approach (scritto con M.A. Boles, alcuni capitoli sono stati integrati nell'edizione italiana di Termodinamica e trasmissione del calore[2])
- Fundamentals of Thermal-Fluid Sciences
- Heat and Mass Transfer: Fundamentals and Applications
- Fluid Mechanics: Fundamentals and Applications
- Introduction to Thermodynamics and Heat Transfer
- Differential Equations for Scientists and Engineers